# Anthus
Anthus är ett släkte inom fågelfamiljen ärlor. Arterna i släktet kallas piplärkor.

## Utseende
Piplärkorna i Anthus är relativt små och slanka fåglar med lång stjärt och rak spetsig näbb. Deras färgskala går i sandfärger, gult och vitt med inslag av brunt och varierande mängd svart streckning på bröstet. Vissa arter har även inslag av röda toner. De har alltid ljusare undersida och ofta ljusa ögonbrynsstreck. De har en lång böjd bakklo och hos fullvuxna fåglar brukar deras mellersta täckare likna ett band av kvadrater med ett mörkare centrum omgivet av en ljusare kant. De har karakteristisk sång som ofta framförs i sångflykt.

## Ekologi
Fåglarna befinner sig ofta på marken och har sitt bo i en grästuva eller liknande. 

## Utbredning
Släktet återfinns i stora delar av världen på alla kontinenter utom Antarktis och har spritt sig till så avlägsna öar som Nya Zeeland och Sydgeorgien.

## Taxonomi
Släktet Anthus är det överlägset största släktet inom familjen ärlor. Inom familjen finns det monotypiska släktet Tmetothylacus som också bär trivialnamnet piplärka med sin enda art guldpiplärka (Tmetothylacus tenellus), liksom arterna i släktet Macronyx som tidigare kallades sporrpiplärkor.
En ny studie från 2015 visar förvånande nog att madanga (Madanga ruficollis), en sällsynt fågelart på ön Buru i Indonesien som tidigare betraktats som en glasögonfågel egentligen är en piplärka och bör placeras i Anthus, närmast papuapiplärka. Till utseendet är den kraftigt avvikande, med sin ostreckade kropp, avsaknad av ögonbrynsstreck, mossgröna rygg och roströda strupe. 
Samma studie visar också att Anthus troligen måste delas upp i flera släkten. De afrikanska arterna inklusive exempelvis fältpiplärka är systergrupp till en klad som består av övriga piplärkor, även Macronyx.
Släktet myrpiplärkor (Corythopis) med sina två arter är inte alls närbesläktade med piplärkorna utan tillhör familjen tyranner (Tyrannidae).

### Arter inom släktetAnthus
Nedan stående lista med 46 arter följer AviList:

- Strimmig piplärka (Anthus sylvanus)
- Mongolpiplärka (Anthus godlewskii)
- Bergpiplärka (Anthus hoeschi)
- Fältpiplärka (Anthus campestris)
- Kanariepiplärka (Anthus berthelotii)
- Långnäbbad piplärka (Anthus similis)
- Långstjärtad piplärka (Anthus vaalensis)
- Miombopiplärka (Anthus nyassae)
- Svedjepiplärka (Anthus nicholsoni)
- Nyazeelandpiplärka (Anthus novaeseelandiae)
- Australisk piplärka (Anthus australis)
- Långbent piplärka (Anthus pallidiventris)
- Malindipiplärka (Anthus melindae)
- Brunryggig piplärka (Anthus leucophrys)
- Afrikansk piplärka (Anthus cinnamomeus)
- Större piplärka (Anthus richardi)
- Orientpiplärka (Anthus rufulus)
- Grönvingad piplärka (Anthus lineiventris)
- Kopjepiplärka (Anthus crenatus)
- Sokokepiplärka (Anthus sokokensis)
- Kortstjärtad piplärka (Anthus brachyurus)
- Buskpiplärka (Anthus caffer)
- Präriepiplärka (Anthus spragueii)
- Gräspiplärka (Anthus chii)
- Kortnäbbad piplärka (Anthus furcatus)
- Punapiplärka (Anthus brevirostris)
- Perupiplärka (Anthus peruvianus)
- Pampaspiplärka (Anthus chacoensis)
- Stråpiplärka (Anthus hellmayri)
- Páramopiplärka (Anthus bogotensis)
- Ockrapiplärka (Anthus nattereri)
- Sydgeorgisk piplärka (Anthus antarcticus)
- Correnderapiplärka (Anthus correndera)
- Tundrapiplärka (Anthus gustavi)
- Burupiplärka (Anthus ruficollis) – placerades tidigare i familjen glasögonfåglar i det egna släktet Madanga
- Papuapiplärka (Anthus gutturalis)
- Nilgiripiplärka (Anthus nilghiriensis)
- Trädpiplärka (Anthus trivialis)
- Sibirisk piplärka (Anthus hodgsoni)
- Rödstrupig piplärka (Anthus cervinus)
- Rosenpiplärka (Anthus roseatus)
- Stenpiplärka (Anthus japonicus)
- Amerikansk piplärka (Anthus rubescens)
- Ängspiplärka (Anthus pratensis)
- Skärpiplärka (Anthus petrosus)
- Vattenpiplärka (Anthus spinoletta)

Insamlade specimen som legat till grund för de tidigare erkända arterna Anthus pseudosimilis och Anthus longicaudatus har efter omanalys visat sig tillhöra andra arter, varför dessa två taxon inte längre erkänns.